# Liste der Kulturdenkmäler in Langsur
In der Liste der Kulturdenkmäler in Langsur sind alle Kulturdenkmäler der rheinland-pfälzischen Ortsgemeinde Langsur einschließlich der Ortsteile Grewenich, Mesenich und Metzdorf aufgeführt. Im Ortsteil Wasserbilligerbrück sind keine Kulturdenkmäler ausgewiesen. Grundlage ist die Denkmalliste des Landes Rheinland-Pfalz (Stand: 8. Februar 2023).

## Denkmalzonen
| Bezeichnung          | Lage                                                               | Baujahr         | Beschreibung | Bild |
| -------------------- | ------------------------------------------------------------------ | --------------- | --- | ---- |
| Denkmalzone Ortskern | Langsur, Wasserbilliger Straße 15, 16, 19, 25 und Pfarrkirche Lage |                 | Kirche und Pfarrhof, Hofgut mit Landschaftsgarten, Bannmühle, neues Pfarrhaus (1900) und Schule (1951)                                      | BW   |
| Denkmalzone Weinberg | Mesenich, östlich des Ortes am oberen Bereich des Sauerhangs Lage  | 19. Jahrhundert | Terrassenanlage einer aufgegebenen Weinbergsparzelle mit Böschungsmauer aus Kalkbruchsteinen, Entlastungsbögen und Treppen, 19. Jahrhundert | BW   |

## Einzeldenkmäler
| Bezeichnung                           | Lage                                                                          | Baujahr                    | Beschreibung | Bild                           |
| ------------------------------------- | ----------------------------------------------------------------------------- | -------------------------- | --- | ------------------------------ |
| Kriegerdenkmal                        | Langsur, Friedhofstraße, auf dem Friedhof Lage                                | 1922                       | Kriegerdenkmal, 1922 | BW                             |
| Wegekapelle                           | Langsur, Friedhofstraße Lage                                                  | 1924                       | Wegekapelle, 1924 | BW                             |
| Wegekreuz                             | Langsur, Mesenicher Straße, bei Nr. 12 Lage                                   | um 1780                    | Altarkreuz, um 1780 | BW                             |
| Bildstock                             | Langsur, Mesenicher Straße, bei Nr. 29 Lage                                   | 1626                       | Kreuzigungsbildstock, bezeichnet 1626 | Fotos hochladen                |
| Gastwirtschaft                        | Langsur, Sauerstraße, hinter Nr. 17 Lage                                      | 1904                       | Saal einer ehemaligen Gastwirtschaft; Saalbau mit Treppengiebel, 1904                                                                                 | BW                             |
| Katholische Pfarrkirche St. Katharina | Langsur, Wasserbilliger Straße Lage                                           | 1780/81                    | spätbarocker Saalbau, 1780/81, Architekt Johannes Neurohr; romanischer Chorturm                                                                       | weitere Bilder Fotos hochladen |
| Mühle                                 | Langsur, Wasserbilliger Straße 15 Lage                                        | frühes 19. Jahrhundert     | ehemalige Mühle; Neubau im frühen 19. Jahrhundert, Erweiterungen im 19. und frühen 20. Jahrhundert; bauliche Gesamtanlage                             | BW                             |
| Keller                                | Langsur, Wasserbilliger Straße, bei Nr. 16 Lage                               | 17. Jahrhundert            | Gewölbekeller, Pfeilerhalle, 17. Jahrhundert (?); zugehörig zu abgebrochenem Ökonomiegebäude des Hofgutes                                             | BW                             |
| Wohnhaus                              | Langsur, Wasserbilliger Straße 24 Lage                                        | frühes 18. Jahrhundert     | Giebelbau, frühes 18. Jahrhundert, Umgestaltung um 1900                                                                                               | Fotos hochladen                |
| Quereinhaus                           | Langsur, Wasserbilliger Straße 31 Lage                                        | 1802                       | Quereinhaus, bezeichnet 1802, Erweiterung um 1900 | BW                             |
| Wegekreuz                             | Langsur, südöstlich des Ortes in den Weinbergen Lage                          | 1823                       | Pfeiler-Schaftkreuz, bezeichnet 1823 | BW                             |
| Katholische Filialkirche St. Briktius | Grewenich, Kapellenstraße Lage                                                | 1863                       | Saalbau, Rundbogenformen, 1863; zugehörig Kirchhofbering mit Schaftkreuz, bezeichnet 1613                                                             | weitere Bilder Fotos hochladen |
| Wegekreuz                             | Grewenich, Trierweiler Straße Lage                                            | um 1870                    | Nischenkreuz, um 1870 | BW                             |
| Quereinhaus                           | Mesenich, Gartenstraße 2 Lage                                                 | 1796                       | spätbarockes Quereinhaus, bezeichnet 1796 | Fotos hochladen                |
| Bildstock                             | Mesenich, Hauptstraße Lage                                                    | 1812                       | Kreuzigungsbildstock, Aufsatz bezeichnet 1812 | Fotos hochladen                |
| Katholische Pfarrkirche St. Remigius  | Mesenich, Hauptstraße 33 Lage                                                 | 1857–59                    | neugotischer Saalbau, 1857–59, Architekt wohl Johann Baptist Bingler, 1 Glocke (1920), konsekriert am 13. November 1859 durch Bischof Wilhelm Arnoldi | weitere Bilder Fotos hochladen |
| Quereinhaus                           | Mesenich, Kirchweg 5 Lage                                                     | Mitte des 19. Jahrhunderts | Quereinhaus, Mitte des 19. Jahrhunderts | Fotos hochladen                |
| Quereinhaus                           | Mesenich, Trierer Straße 5 Lage                                               | 1834                       | Quereinhaus, bezeichnet 1834 | Fotos hochladen                |
| Pfarrhof                              | Mesenich, Trierer Straße 21 Lage                                              | um 1688                    | barocke Hofanlage; Giebelbau, um 1688, Erneuerung im 18. Jahrhundert                                                                                  | Fotos hochladen                |
| Quereinhaus                           | Mesenich, Trierer Straße 23 Lage                                              | um 1820                    | klassizistisches Quereinhaus, um 1820 | Fotos hochladen                |
| Kreuzweg                              | Mesenich, nordöstlich oberhalb des Ortes oberhalb vom Pfarrhof ausgehend Lage | 1902                       | Stationenweg mit 14 Stationen; Tonreliefs in dachförmig geschlossenen Pfeilern, 1902 von Steinmetz Thein, als Abschluss Marienkapelle von 1904        | BW                             |
| Katholische Filialkirche St. Nikolaus | Metzdorf, Römerstraße 13 Lage                                                 | 1733                       | barocker Saalbau, 1733; romanischer Chorturm, 12. Jahrhundert; Gesamtanlage mit Kirchhof                                                              | Fotos hochladen                |
| Wegekreuz                             | Metzdorf, östlich des Ortes in den Weinbergen Lage                            | um 1870                    | Nischenkreuz, um 1870 | BW                             |